# Kalijev karbonat
Kalijev karbonat ali pepelika je bela sol s kemijsko formulo K2CO3. Topen je v vodi in netopen v metanolu. Vodna raztopina je zelo alkalna. Nastaja na primer v reakciji kalijevega hidroksida (KOH) z ogljikovim dioksidom (CO2). Je zelo higroskopen, zato je v trdnem stanju pogosto moker. Uporablja se predvsem za proizvodnjo mila in stekla.

## Zgodovina
Kalijev karbonat je prvi identificiral Antonio Campanella leta 1743. Je glavna sestavina pepelike, ki nastane po kristalizaciji lužine lesnega pepela in vinskega kamna. V preteklosti so ga proizvajali s praženjem pepelike v plavžu, kamor so jo dodajali za odstranjevanje nečistoč. Fin bel ostanek so imenovali biserni pepel. Postopek za pridobivanje kalijevega karbonata je izboljšal in leta 1790 patentiral iznajditelj Samuel Hopkins iz Filadelfije.

## Sodobna proizvodnja
Kalijev karbonat se proizvaja industrijsko z elektrolizo kalijevega klorida. Med elektrolizo nastane kalijev hidroksid, ki se nato z ogljikovim dioksidom pretvori v kalijev karbonat:
elektroliza: 2 KCl  →  2K + Cl2
2 K + 2 H2O  →  2 KOH + H2
2 KOH + CO2  →  K2CO3 + H2O

## Uporaba
V preteklosti se je uporabljal za proizvodnjo mila, stekla in porcelana.
Je blago sušilno sredstvo, ki se uporablja v primerih, ko druga sušilna sredstva, na primer kalcijev klorid in magnezijev sulfat, niso uporabna. Za kisle spojine ni primeren, primeren pa je za sušenje organskih reakcijskih zmesi, v katerih ena od komponent vsebuje nekaj kislih nečistoč. Primeren je tudi za sušenje nekaterih ketonov, alkoholov in aminov pred destilacijo.
V azijski kuhinji se uporablja za pripravo priljubljenega travnega želeja, v Nemčiji pa pogosto namesto pecilnega praška za peko ingverjevega kruha in peciva.
V proizvodnji kakava v prahu se uporablja kot sredstvo za zmanjšanje kislosti kakavovih semen, ki hkrati poudari kakavovo aromo. Postopek je leta 1828 razvil Nizozemec Coenrad Johannes van Houten.
V proizvodnji medice in vina se včasih uporablja kot pufer. 
Kalijev karbonat je tudi sredstvo za mehčanje trde vode.
Uporablja se tudi kot sredstvo za gašenje požarov, pripravo spajk in prehranski dodatek za živino in piščance, s katerim se uravnava potrebe živali po kaliju.